# Krasnogorsk (Moskevská oblast)
Krasnogorsk (rusky Красного́рск) je město v Moskevské oblasti v Ruské federaci. Při sčítání lidu v roce 2010 mělo skoro 117 tisíc obyvatel.

## Poloha
Krasnogorsk leží přibližně 25 kilometrů severozápadně od centra Moskvy těsně za jejími hranicemi a moskevským dálničním okruhem. Nejbližší další města jsou Chimki na severovýchod a Dědovsk na severozápad.

## Dějiny
Krasnogorsk vznikl v roce 1932 jako sídlo městského typu sloučením několika existujících vesnic, mimo jiné vesnice Banki a vesnice Pavšino, podle které se jmenuje hlavní krasnogorská železniční zastávka.
Městem je Krasnogorsk od roku 1940.
V březnu 2024 zde došlo k masové střelbě v kulturním středisku, při které zahynulo přes 140 lidí a přes sto jich bylo zraněno.

### Rodáci
- Jurij Nikolajevič Žukov (*1938), historik
- Vladimir Petrov (1947–2017), lední hokejista
- Sergej Grigorjevič Belikov (*1954), skladatel a zpěvák

### Firmy
- Zenit (fotoaparát) výrobce fotoaparátů